# 西薩查那萊歷史公園
西薩查那萊歷史公園位於泰国素可泰府西薩查那萊縣。公園所在地約在4世紀時已有人類居住，西薩查那萊為素可泰王國首都北方重要衛星城市，預備繼位的太子均會派遣至此熟悉政事。1991年，西薩查那萊歷史公園與素可泰歷史公園、甘烹碧歷史公園以「素可泰歷史城鎮和相關歷史城鎮」名稱獲世界遺產委員會通過為世界遗产，西薩查那萊歷史公園為其中的一部分。

## 歷史沿革
目前的考古發現，西薩查那萊歷史公園所在地約在4世紀時已有人類居住，在附近的遺跡中現陶器的碎片、鐵器工具等。素可泰王国於1238年成立時，西薩查那萊為重要的衛星城市。在蘭甘亨大帝之後，預備繼位的太子均會派遣至此熟悉政事。
素可泰王國後期國勢日漸衰落，後成為阿瑜陀耶王国的藩屬國。1438年素可泰最後一名國王逝世後，原素可泰王國所管轄的領土被成為阿瑜陀耶王國的行政省，但實際上尚未完全控制各地。1460年，西薩查那萊總督歸附蘭納王國，可能是因為蘭納王國的蒂洛卡拉伊國王發兵抵達西薩查那萊城下，但阿瑜陀耶王國在1474年取得西薩查那萊控制權。在拉達那哥欣王國時代，延續阿瑜陀耶王國的統治。西薩查那萊後來在18世紀暹羅與緬甸的多次戰爭遭到嚴重破壞，今剩下部分遺跡。
1942年，泰國藝術廳展開西薩查那萊地區歷史遺跡保護工作；1982年規劃成立西薩查那萊歷史公園；1988年劃定公園範圍，面積為4,514.72公頃。1990年5月17日，由诗琳通公主殿下主持西薩查那萊歷史公園開幕。
2011年泰國水災期間，西薩查那萊歷史公園遭受洪水破壞。泰國政府在2021年在昭拍耶河河畔建立屏障，以免歷史古蹟再次受到洪水侵害。

## 建築

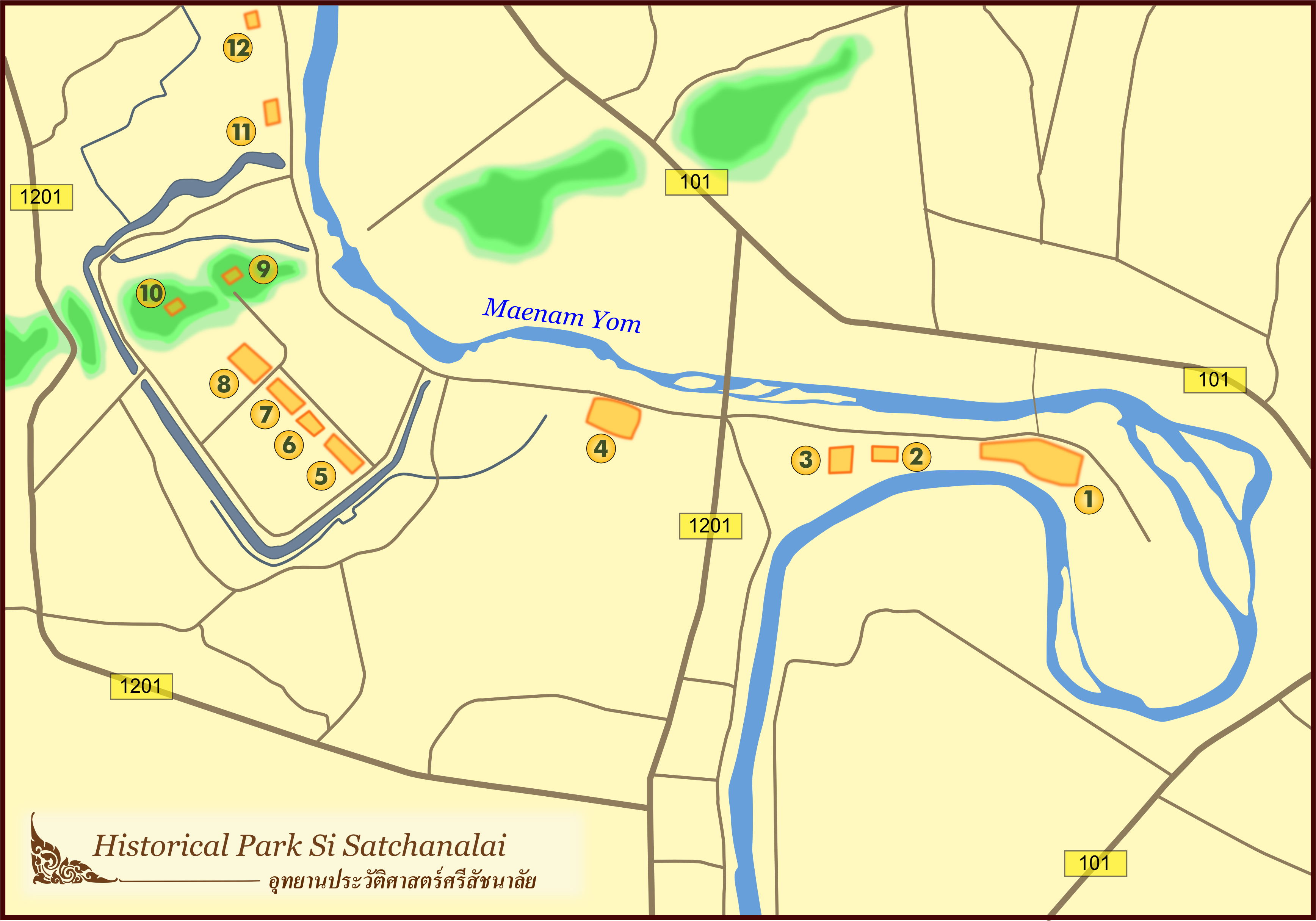
西薩查那萊歷史公園平面圖

西薩查那萊為素可泰王國時期的衛星城市，是在素可泰城之後的第二大城市。西薩查那萊在素可泰北方約50公里的永河河岸，西薩查那萊歷史公園內已經發現134個遺址，這座城市設計藍圖採宇宙論的方式排列，中央由寺廟組成、四周由城牆、河川及樹林所包圍。許多泰國歷史學家認為這是泰國城市發展的鼻祖。
西薩查那萊歷史公園內的建築與藝術已受到藝術史學家廣泛研究，公園內保留13和14世紀素可泰王國曾經繁榮的遺跡，此處的風格與高棉帝国與其他早期地區的風格明顯不同，這種獨特的建築與藝術風格更為「素可泰風格」。在這些遺址中發現的石刻，提供早期泰文字存在的證據，內容描述了素可泰王國的經濟、宗教、社會組織和治理。

### 瑪哈泰寺
瑪哈泰寺（意為「大舍利寺」），泰國有多座「瑪哈泰寺」，位於西薩查那萊的瑪哈泰寺建築年代不詳，可能建於13世紀後期。根據歷史學家邁克爾·維克里的說法，現今看到瑪哈泰寺的外觀是在18世紀時修復的成果，原先的結構被修復的部件所覆蓋；貝蒂·高斯林（Betty Gosling）則認為瑪哈泰寺周圍的圍牆即為兰甘亨碑中所記載「圍繞大舍利寺的石牆」。瑪哈泰寺引人注意的為有一尊巨大的佛像，面容安詳，手結觸地印。

### 七排佛塔寺
七排佛塔寺字面意思為有七排佛塔的寺廟。此寺廟的風格在素可泰王國時期的寺廟中算是非常特別的，有超過30座佛塔包圍中央的大殿，雖然寺廟的名稱是七排佛塔的寺廟，但實際上這些佛塔並沒有整齊的排成七排。根據丹龍·拉差努帕的說法，這些佛塔是素可泰王室骨灰的安息之地。目前除了大殿已損毀，其餘的佛塔大致上保存情況良好。

### 環象寺
环象寺，或音譯為昌隆寺，字面意思為有大象圍繞的寺廟。泰國有多座名為「環象寺」的寺廟，佛塔基座有大象原本為斯里蘭卡人的構想，推測在14世紀時傳至素可泰王國。這個主題構想為佛教教義的實現，即宇宙中心的须弥山必須由強健的大象支撐，上方的佛塔則代表宇宙的中心須彌山。位於西薩查那萊的環象寺正面朝向東南方，寺內有一座大佛塔，位於每邊31公尺的方形基座上，基座有39座大象雕塑環繞，四個方向除了東南面之外，其餘3個面有9座；東南面因有中央樓梯，因此少一座（8座），另外4個角落各有一座。在大象雕塑上方，有20個壁龕，四個方向各有5個，每個壁龕內有一座佛像。目前大部分的大象雕塑與佛像已嚴重損壞，僅有少數外觀較為良好。

### 南帕雅寺
南帕雅寺字面意思為王后的寺廟。南帕雅寺位於環象寺東南方，與環象寺位於同一軸線上，可能建於15世紀末至16世紀初之阿瑜陀耶王國時期，但確切日期未知。此寺廟內的佛塔有可能類似環象寺，基座有大象雕塑，因現場有若干大象的腿部雕塑。泰國藝術廳傾向不對現址進行復原，因現地的遺跡碎片數量太少，無法還原當初建築的型態。

## 保護
1942年，泰國藝術廳將西薩查那萊地區34處遺址列為古蹟，這些遺址均位於現今西薩查那萊歷史公園境內。1961年泰國通過《古蹟、古文物、藝術品和國家博物館法》，1992年並進行修訂，由泰國文化部轄下的藝術廳對國家保護的遺址進行規劃與保護。另外，政府為了加強保護，政府制訂的的法律包括1975年《國有土地法》、1975年《都市計畫法》、1979年《建築管制法》與1992年修正案、1992年《加強和保護國家環境品質法》，以及地方政府相關法規。另外，歷史公園也制定了總體發展計畫、行動計畫、人員發展計畫、古蹟內施工與土地使用規範。

## 世界遺產登錄
第15屆世界遺產委員會會議在1991年12月，於突尼西亞迦太基召開，由泰國申報的項目「素可泰歷史城鎮和相關歷史城鎮」經大會通過，為泰國第1個世界遗产，西薩查那萊歷史公園為「素可泰歷史城鎮和相關歷史城鎮」的一部分。世界遺產編號為574-002號。
该世界遗产被认为满足世界遺產登錄基準中的以下基準而予以登錄：
- （i）表现人类创造力的经典之作。
- （iii）呈现有关现存或者已经消失的文化传统、文明的独特或稀有之证据。

| 世界遺產編號 | 名稱               | 所在地                        | 保護範圍  | 緩衝範圍 |
| ------------ | ------------------ | ----------------------------- | --------- | -------- |
| 574-002      | 西薩查那萊歷史公園 | 17°25'34.151"N 99°47'19.064"E | 4,514公頃 |          |

## 圖集

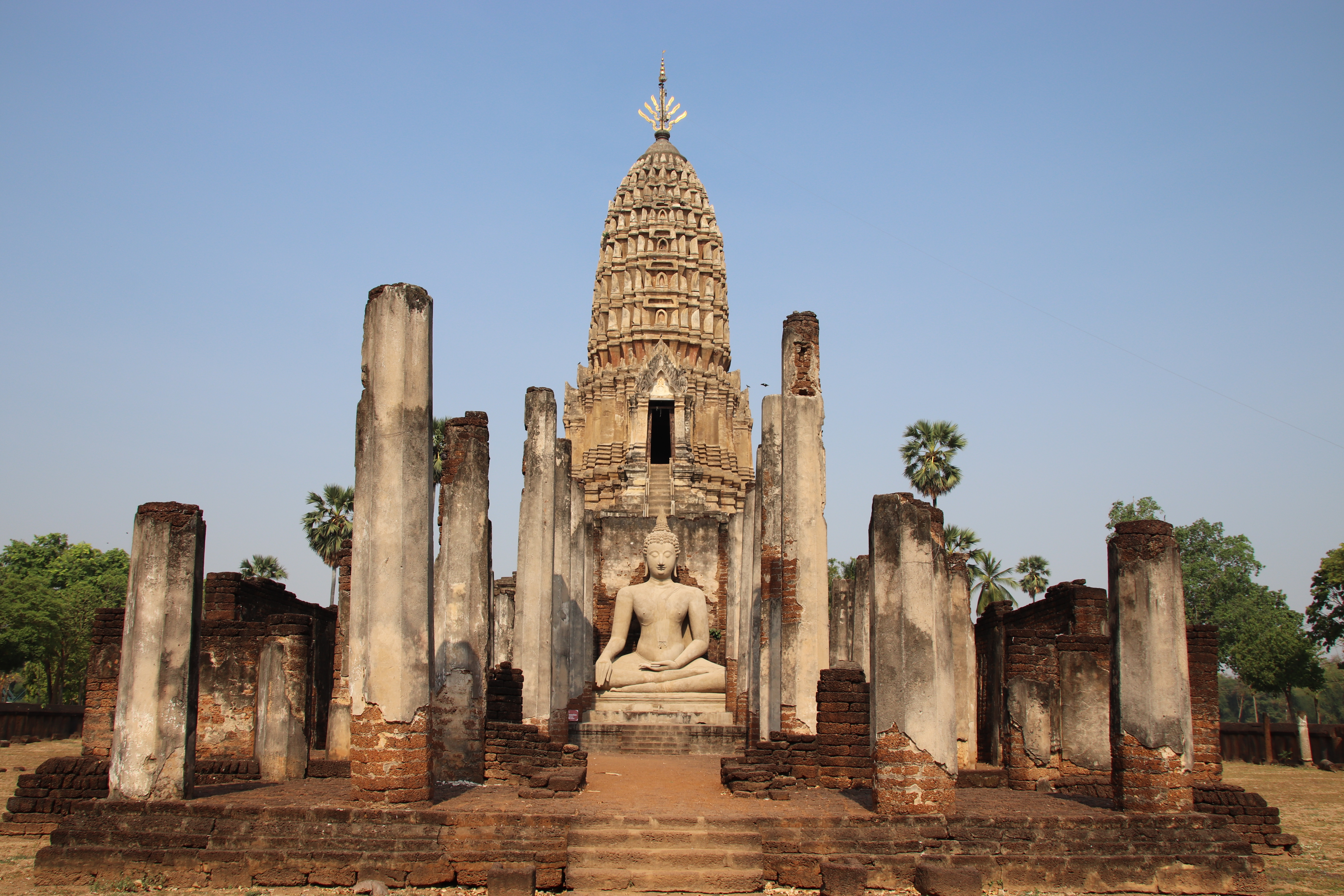
瑪哈泰寺
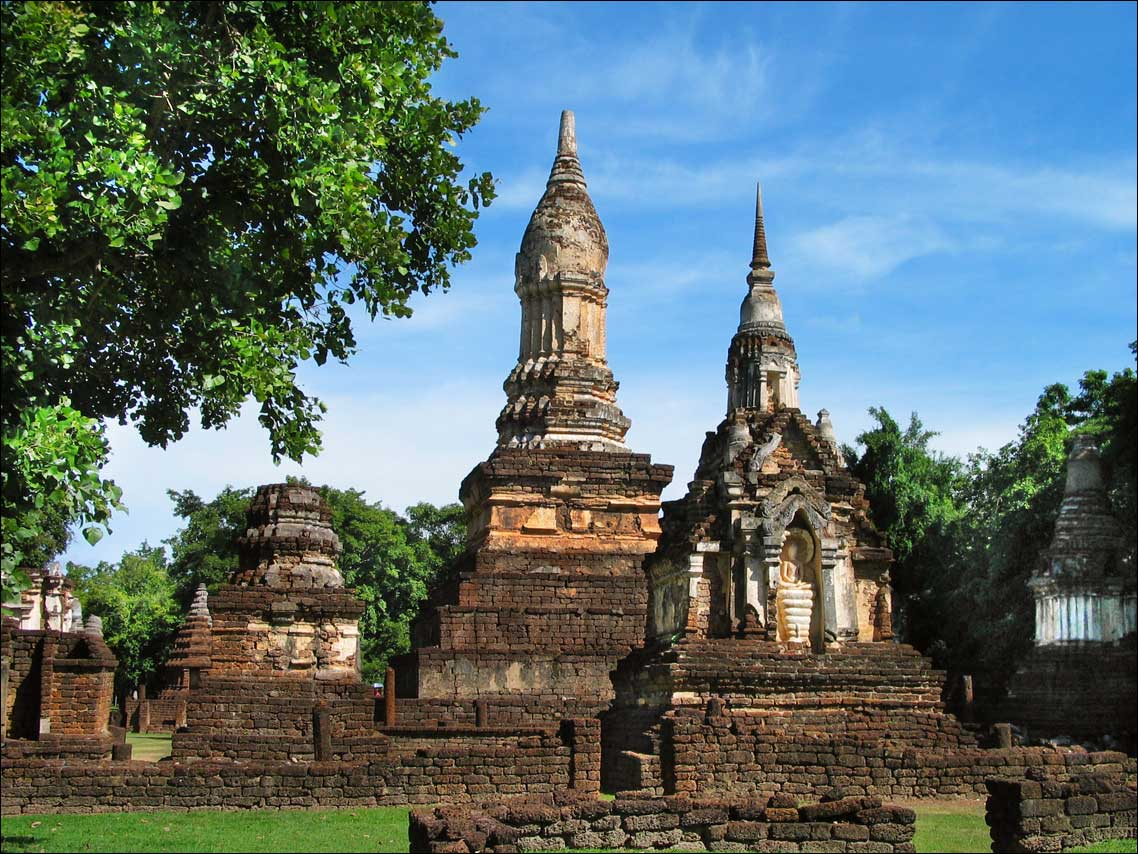
七排佛塔寺
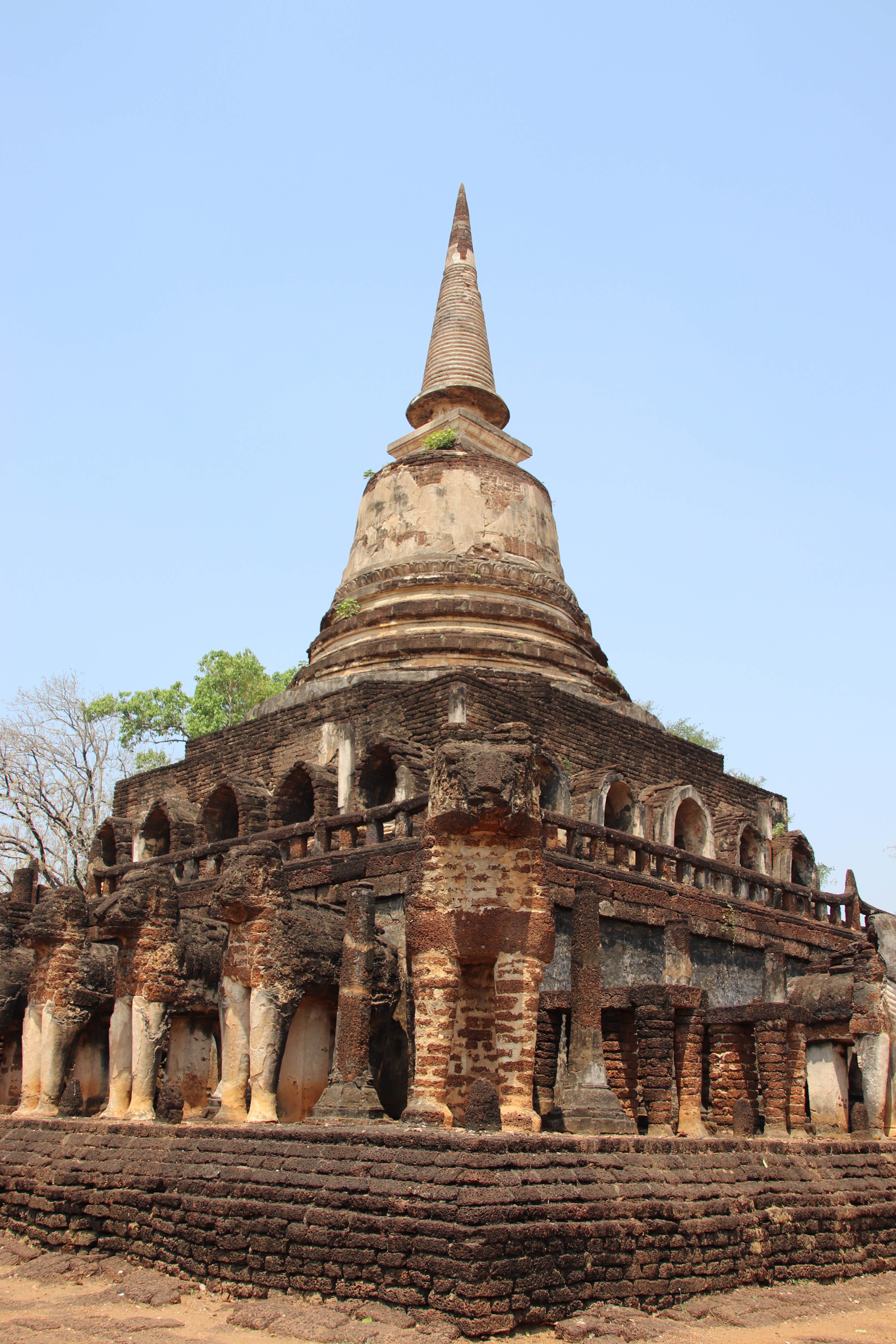
環象寺的佛塔
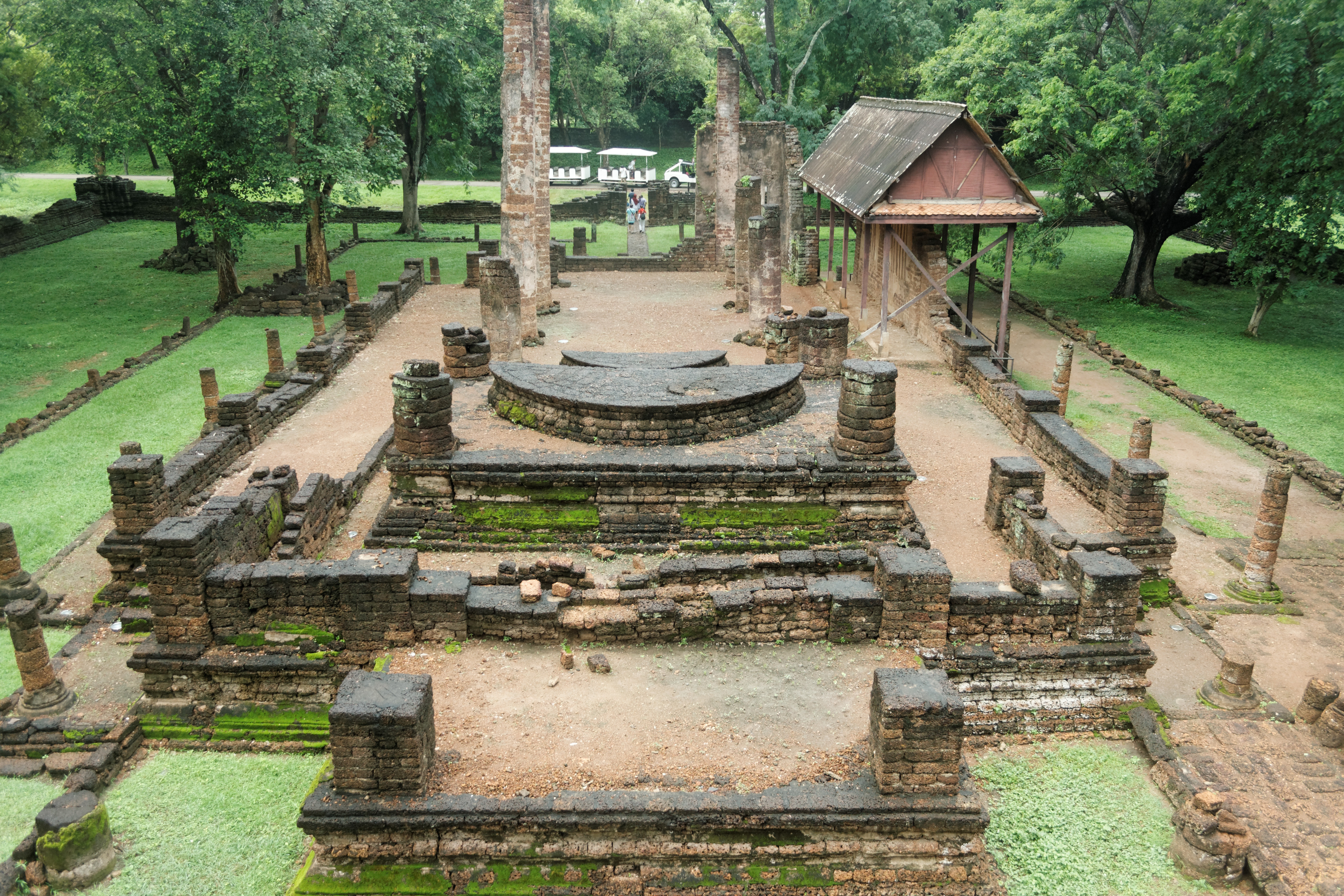
南帕雅寺

## 外部連結
- 泰國觀光局－西薩查那萊歷史公園 （页面存档备份，存于）（英文）